# Kaliszki (województwo mazowieckie)
Kaliszki – wieś sołecka w Polsce położona w województwie mazowieckim, w powiecie nowodworskim, w gminie Czosnów. 
Wieś założona w 1 poł. XIX w. na północnym obrzeżu Puszczy Kampinoskiej. W pobliżu obszar ochrony ścisłej o tej samej nazwie na powierzchni 103 hektarów chroniący 150-letnie drzewostany sosnowe. W obrębie wsi znajduje się Zespół Szkół Publicznych słynący w powiecie z edukacji proekologicznej.
W latach 1975–1998 miejscowość administracyjnie należała do województwa warszawskiego.